# Лілі Вангчук
Лілі Вангчук (англ. Lily Wangchuk; нар. 15 жовтня 1972) - бутанська політична діячка, дипломатка, активістка. В листопаді 2012 року вона стала першою жінкою в Бутані, яку обрали президентом політичної партії. 

## Біографія
Лілі народилась в благородній сім'ї. ЇЇ дідусь Рінзін Джорджі був останнім Дага Пенлопом під керівництвом другого короля Джігме Вангчука і третього короля Джігме Джорджі Вангчука. Її батько помер, коли Лілі була ще зовсім маленькою, а матір покинула її, щоб стати монахинею. Вона вивчала міжнародну дипломатію в Австралійському національному університеті, право та міжнародне право в Індійській академії міжнародного права і дипломатії. Також Лілі Вангчук отримала освіту в сфері політології в коледжі Міранда в Індії.

## Кар'єра
Вангчук почала дипломатичну діяльність в 1994 році, а в 2003 стала лауреатом премії Клубу Левів за дипломатичну роботу в сфері стосунків Бутану з Індією. Після 12 років роботи дипломатки, Лілі взяла відпустку і вирушила в подорож Бутаном, під час якої відвідала 20 найвіддаленіших районів країни. Вона зафіксувала соціально-економічні проблеми країни, з якими зіштовхується простий народ і нерівність в сфері соціального розвитку.  
Лілі Вангчук займала посаду директора жіночого крила Народно- демократичної партії Бутану. В жовтні 2011 лікарі діагностували в жінки ендометріальний рак, але за 6 місяців вона подолала цю хворобу. В листопаді 2012 Вангчук стала першою бутанською жінкою, яку було обрано президентом політичної партії, яка була офіційно визнана на початку 2013 року. Вона була кандидатом на посаду президента під час виборів 2013 року і представляла   виборчий округ. Лілі цитує Аун Сан Су Чжі як натхнення на своє лідерство.
На виборах 2018 року Лілі Вангчук балатувалась в Національну асамблею Бутану, але зазнала поразки на виборах.